# Liburnascincus mundivensis
Liburnascincus mundivensis — вид сцинкоподібних ящірок родини сцинкових (Scincidae). Ендемік Австралії.

## Поширення і екологія
Liburnascincus mundivensis поширені на сході Квінсленду. Вони живуть в кам'янистих місцевостях, серед валунів і скель.